# Franco Giustinelli
Franco Giustinelli (Terni, 16 giugno 1940 – Roma, 20 gennaio 2025) è stato un politico, insegnante e saggista italiano.

## Biografia
Allievo di Aldo Capitini, fu professore e preside a Terni. Condirettore della rivista “Umbria Contemporanea”, fondata da Raffaele Rossi e poi diretta anche da Tullio Seppilli, scrisse saggi sulla politica del territorio e sulla storia dell'Umbria.
Nel 1960 aderì al Partito Comunista Italiano. Nelle consultazioni amministrative del1965 fu eletto la prima volta nel consiglio comunale di Terni, ricoprendo anche il ruolo di assessore comunale.
Dal 1975 fu assessore regionale in Umbria, rimanendo in carica fino al 1983. In tale anno fu eletto al Senato della Repubblica, confermando il proprio seggio a Palazzo Madama anche dopo le elezioni del 1987. Dopo la svolta della Bolognina aderì al Partito Democratico della Sinistra, che rappresentò al Senato fino al 1992.
Nel frattempo fu ancora consigliere comunale a Terni, ricoprendo anche il ruolo di vicesindaco per alcuni mesi tra la fine del 1992 e l'inizio del 1993. In tale anno fu rieletto in consiglio comunale con il PDS, restando in carica fino al 1996.
Negli anni Duemila fu attivo nell'ANPI, del cui comitato scientifico provinciale ternano era presidente.